# Sandersiella kikuchii
Sandersiella kikuchii is een strijkboutkreeftjessoort uit de familie van de Hutchinsoniellidae. De wetenschappelijke naam van de soort is voor het eerst geldig gepubliceerd in 2008 door Shimomura & Akiyama.